# David Ayer
David Ayer (Champaign, Illinois, 1968. január 18. –) amerikai filmrendező, filmproducer és forgatókönyvíró.
Forgatókönyvíróként ismertebb munkái közé tartozik a 2001-es Kiképzés című film. Rendezőként részt vett a Nehéz idők (2005), Az utca királyai (2008), Az utolsó műszak (2012), a Szabotázs (2014), a Harag (2014), a Suicide Squad – Öngyilkos osztag (2016) és a Bright (2017) című filmek elkészítésében. 
Legújabb rendezése a 2024-ben bemutatott A méhész.

## Ifjúkora
1968. január 18-án született Champaignben, édesapját korán elveszítette. Bloomingtonban (Minnesota) és Bethesdában (Maryland) nevelkedett. Tizenéves volt, amikor édesanyja elküldte otthonról magatartási problémákkal küszködő fiát, aki ezután Los Angeles-i unokatestvérénél lakott. A város bűnnel fertőzött, erőszakos környékein átélt tapasztalatai fontos inspirációt nyújtottak későbbi filmjeihez. Ayer az 1980-as évek végén belépett az amerikai haditengerészethez és az USS Haddo (SSN-604) tengeralattjáró fedélzetén radartechnikusként szolgált.

## Filmes pályafutása
2000-ben debütált az U–571 című film forgatókönyvével, melyet két másik íróval együtt korábbi, tengeralattjárós élményei alapján alkotott meg. A 2001-es Halálos iramban forgatókönyvének elkészítésében szintén vett részt. Forgatókönyvíróként még ebben az évben jelent meg legismertebb munkája, a Kiképzés. A film alapjául a Los Angeles-i Rendőrségnél végzett kutatómunkája szolgált. 2003-ban került mozikba a S.W.A.T. – Különleges egység című filmje, Clark Johnson rendezésében.
Első rendezése a 2005-ben megjelent Nehéz idők volt. A filmdráma Los Angeles utcáin játszódik és forgatókönyvét Ayer személyes élményei ihlették. Rendezőként a következő – szintén bűnügyi – filmje a 2008-as Az utca királyai volt, Keanu Reeves, Forest Whitaker és Hugh Laurie főszereplésével.
2012-es Az utolsó műszak című filmdrámája két Los Angeles-i rendőr (Jake Gyllenhaal és Michael Peña) mindennapjait mutatja be. A film jól teljesített a jegypénztáraknál és a kritikusok is méltatták: Roger Ebert a 2012-es év negyedik legjobb filmjejént, illetve „az elmúlt évek egyik legjobb rendőrfilmjeként” nevezte meg. 2014-ben Ayer a Szabotázs című bűnügyi thrillert készítette el, Arnold Schwarzenegger főszereplésével. 2014 őszén jelent meg a második világháború idején játszódó, Harag című rendezése is – a főbb szerepekben Brad Pitt-tel, Shia LaBeouffal és Logan Lermannal.
A 2016-os Suicide Squad – Öngyilkos osztag című képregény-adaptáció elkészítésében íróként és rendezőként is közreműködött. A negatívabb hangvételű kritikák ellenére (Ayert Arany Málna díjra jelölték legrosszabb forgatókönyv kategóriában) a Suicide Squad napjainkig a rendező bevételi szempontból legsikeresebb filmjének számít.
2017-ben mutatták be Bright című filmjét, mely „egy kortárs rendőrthriller, de fantasztikus elemekkel átszőve”. A Will Smith és Joel Edgerton főszereplésével készült filmért a Netflix 90 millió dollárt fizetett.

## Magánélete
2017-ben váltak el feleségével, Mireyával. 2002 óta voltak házasok, ezalatt négy gyermekük született.

## Filmográfia
| Év   | Magyar cím                       | Eredeti cím              | Feladatkör | Feladatkör        | Feladatkör | Megjegyzések                                  |
| Év   | Magyar cím                       | Eredeti cím              | Rendező    | Író               | Producer   | Megjegyzések                                  |
| ---- | -------------------------------- | ------------------------ | ---------- | ----------------- | ---------- | --------------------------------------------- |
| 2000 | U–571                            | U-571                    | Nem        | Igen              | Nem        |                                               |
| 2001 | Kiképzés                         | Training Day             | Nem        | Igen              | Koproducer | cameo (orosz maffia bérgyilkosa)              |
| 2001 | Halálos iramban                  | The Fast and the Furious | Nem        | Igen              | Nem        |                                               |
| 2002 | Dark Blue                        | Dark Blue                | Nem        | Igen              | Nem        |                                               |
| 2003 | S.W.A.T. – Különleges kommandó   | S.W.A.T.                 | Nem        | Igen              | Nem        |                                               |
| 2004 | Életeken át                      | Taking Lives             | Nem        | Nincs feltüntetve | Nem        |                                               |
| 2005 | Nehéz idők                       | Harsh Times              | Igen       | Igen              | Igen       |                                               |
| 2008 | Az utca királyai                 | Street Kings             | Igen       | Nem               | Nem        | cameo (elítélt bandatag a börtönben)          |
| 2012 | Az utolsó műszak                 | End of Watch             | Igen       | Igen              | Igen       |                                               |
| 2014 | Szabotázs                        | Sabotage                 | Igen       | Igen              | Igen       |                                               |
| 2014 | Harag                            | Fury                     | Igen       | Igen              | Igen       |                                               |
| 2016 | Suicide Squad – Öngyilkos osztag | Suicide Squad            | Igen       | Igen              | Nem        | cameo (börtönőr a film bővített változatában) |
| 2017 | Bright                           | Bright                   | Igen       | Nem               | Igen       |                                               |
| 2020 | Ragadozó madarak                 | Birds of Prey            | Nem        | Nem               | Vezető     |                                               |
| 2020 |                                  | The Tax Collector        | Igen       | Igen              | Igen       |                                               |
| 2024 | A méhész                         | The Beekeeper            | Igen       | Nem               | Igen       |                                               |
| 2025 | A melós                          | A Working Man            | Igen       | Igen              | Igen       |                                               |

## Fontosabb díjak és jelölések
| Év   | Díj                      | Kategória                | Jelölt mű                        | Eredmény |
| ---- | ------------------------ | ------------------------ | -------------------------------- | -------- |
| 2012 | Zürichi Filmfesztivál    | Golden Eye               | Az utolsó műszak                 | Jelölve  |
| 2012 | BFI London Filmfesztivál | legjobb film             | Az utolsó műszak                 | Jelölve  |
| 2017 | Arany Málna díj          | legrosszabb forgatókönyv | Suicide Squad – Öngyilkos osztag | Jelölve  |

## Fordítás
- Ez a szócikk részben vagy egészben  a   David Ayer című angol Wikipédia-szócikk ezen változatának fordításán alapul.  Az eredeti cikk szerkesztőit annak laptörténete sorolja fel. Ez a jelzés csupán a megfogalmazás eredetét és a szerzői jogokat jelzi, nem szolgál a cikkben szereplő információk forrásmegjelöléseként.